# Tempoczów-Rędziny
Tempoczów-Rędziny – wieś w Polsce położona w województwie świętokrzyskim, w powiecie kazimierskim, w gminie Skalbmierz.
| SIMC    | Nazwa               | Rodzaj    |
| ------- | ------------------- | --------- |
| 0268180 | Garbata             | część wsi |
| 0268197 | Kresy               | część wsi |
| 0268205 | Tempoczów-Dziadówki | część wsi |

W latach 1975–1998 miejscowość administracyjnie należała do województwa kieleckiego.